# Schizophyllum commune
Schizophyllum commune je vrsta gljive roda Schizophyllum. Ime vrste S. commune dolazi zbog njenog širokog areala. Ova vrsta je jedna od najrasprostnjanenih vrsta na planeti i prisutna je na svih šest kontinenata.

## Opis
Plodonosno telo, ili pečurka, je lepezaste strukture, širine 1-5 cm, pričvrćeno za substrat (drvo, panj) jednom stranom tela. Gornja površina plodonosnog tela je belia, oker ili sivi, prekrivena finim dlačicama. Himenij, ili sporonosni deo pečurke, je listaste strukture, sive, bele do roze boje, sa listićima podeljenim po sredini. Meso gljive je blede boje, tvrde kožaste konzistencije.

## Ekologija
Saprobna je vrsta i najčešće se nalazi na mrtvom drveću, raspadajućim granama ili drvenom materijalu listopadnog porekla. Povremeno se može naći kao parazit na drveću u procesu odumiranja. Prisutna je kako u prirodi, tako i u urbanim sredinama.

## Spoljašnje veze
- Медији везани за чланак Schizophyllum commune на Викимедијиној остави